# (166614) Zsazsa
(166614) Zsazsa ist ein Asteroid des mittleren Hauptgürtels, der im Januar 2006 vom ungarischen Amateurastronomen Krisztián Sárneczky entdeckt wurde, auf Aufnahmen, die am 1. September 2002 im Rahmen des Projektes Near Earth Asteroid Tracking (NEAT) mit dem 120-cm-Oschin-Schmidt-Teleskop des Palomar-Observatoriums (IAU-Code 644) in Kalifornien gemacht worden waren.
Die Umlaufbahn des Asteroiden um die Sonne hat mit 0,0122 eine niedrigere Exzentrizität als diejenige der Erde, die bei 0,0167 liegt. Die Bahnneigung von (166614) Zsazsa ist mit knapp 0,9° ebenfalls gering.
Der Asteroid wurde am 15. Juni 2011 nach der US-amerikanisch-ungarischen Gesellschaftsdame und Schauspielerin Zsa Zsa Gabor benannt. Auf NEAT-Aufnahmen durch Krisztián Sárneczky identifizierte Asteroiden hat er nach Ungarn benannt, die in den Vereinigten Staaten berühmt sind.